# Weingarten (Lommis)
Weingarten (toponimo tedesco) è una frazione del comune svizzero di Lommis, nel Canton Turgovia (distretto di Münchwilen).

## Storia

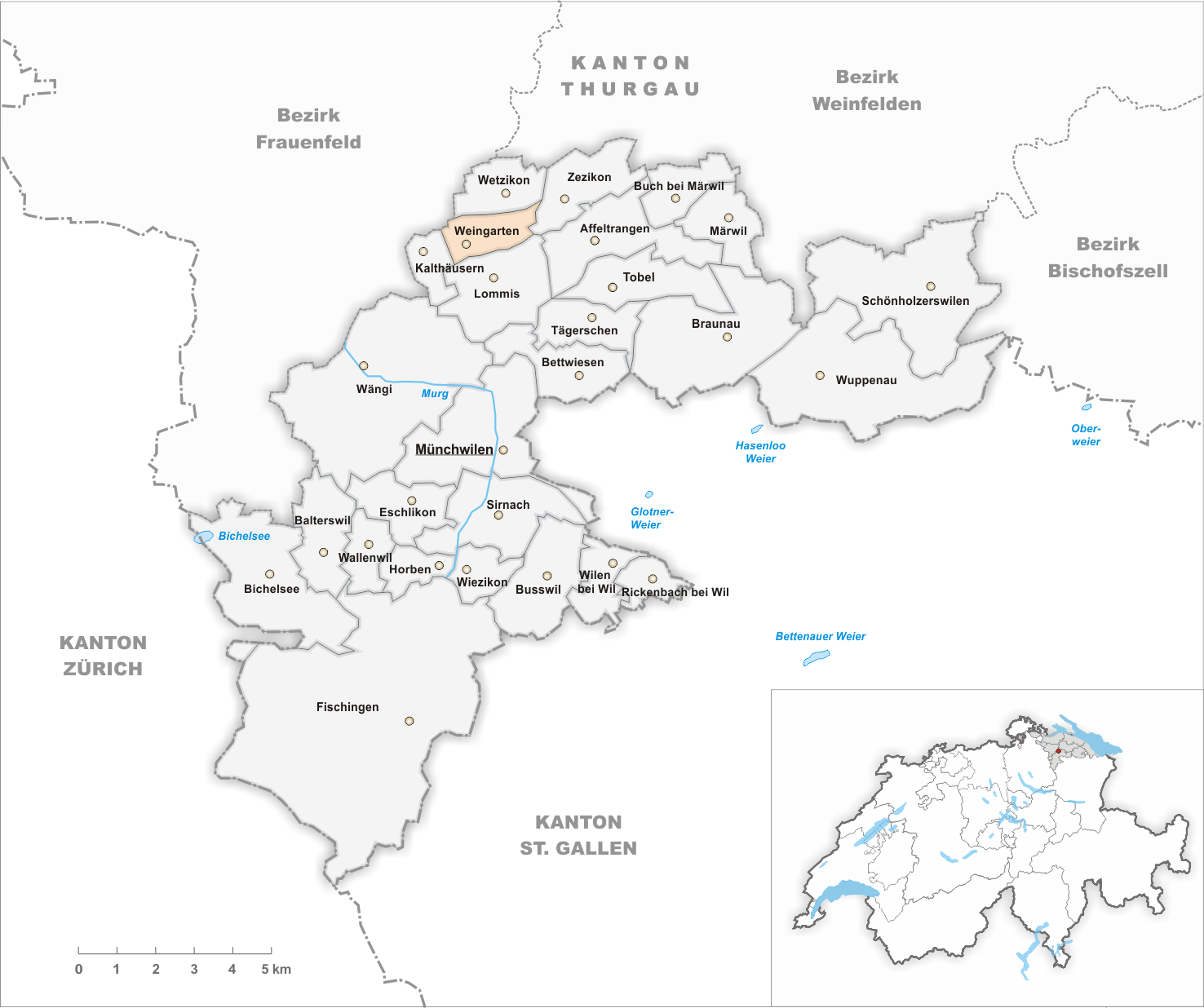
Il territorio del comune di Weingarten prima degli accorpamenti comunali del 1995

Già comune autonomo (Ortsgemeinde), nel 1995 è stato aggregato al comune di Lommis assieme all'altro comune soppresso di Kalthäusern.

## Società

### Evoluzione demografica
L'evoluzione demografica è riportata nella seguente tabella:
Abitanti censiti

## Amministrazione
Ogni famiglia originaria del luogo fa parte del cosiddetto comune patriziale e ha la responsabilità della manutenzione di ogni bene ricadente all'interno dei confini della frazione.